# Capu a u Ceppu
Le Capu a u Ceppu (en corse Capu à u Ceppu) est un sommet montagneux de 1 951 mètres d'altitude du massif du Monte Cinto, situé à la limite des communes de Calenzana et Manso.

## Toponymie
En corse, le sommet est nommé Capu à u Ceppu, littéralement « tête de la Souche ». Sa graphie officielle sur les cartes omet l'accent sur le à. On le trouvait encore écrit sous sa forme toscanisée Capo al Ceppo sur les cartes du XIXe siècle.

## Géographie

### Situation

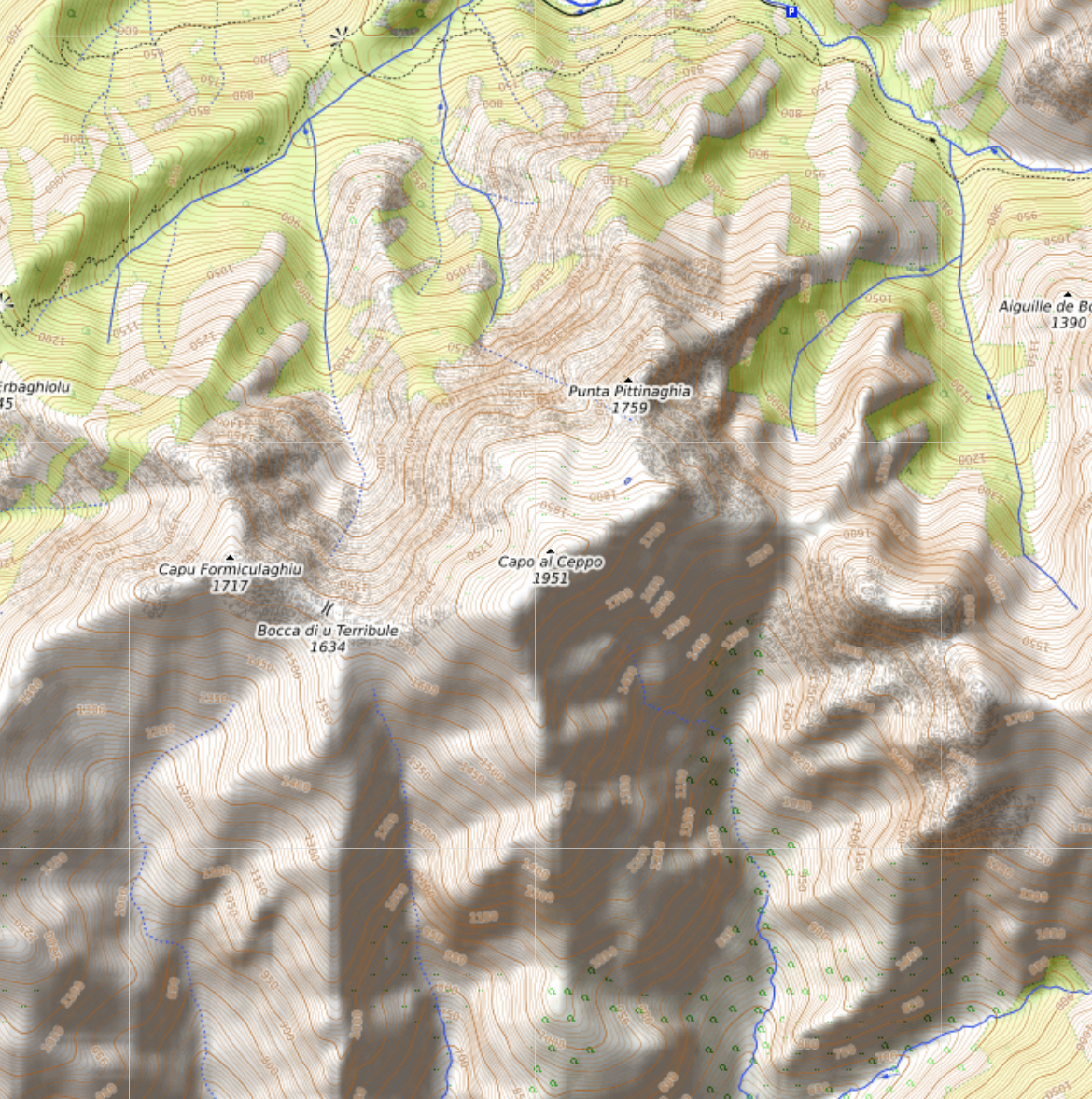
Carte topographique.

Le Capu a u Ceppu fait partie de la crête, orientée est-ouest, qui ferme au sud, le cirque de Bonifatu. Les principaux sommets de cette crête sont :
- à l'ouest : Punta di Bonnassa (1 179 m), Capu Svaghiu (1 623 m) et Capu Formiculaghiu (1 713 m) ;
- à l'est : Capu di Meta di Filu (1 819 m), Capu Penne Rosse (1 992 m) et A Muvralla (2 148 m).

Plusieurs cols permettent de franchir cette crête dont Bocca di Bonassa (1 152 m), Bocca di l'Erbaghiolu (1 258 m), Bocca di u Terribule (1 650 m), Bocca di Pittinaghia (1 558 m), Bocca di Taita (1 715 m) et Bocca di Maghine (1 798 m).
Le sommet du Capu a u Ceppu est accessible, via les cols de l'Erbaghiolu ou de Pittinaghia en empruntant un itinéraire jalonné de cairns réservé aux randonneurs aguerris.

### Hydrographie
Des pentes du Capu a u Ceppu partent plusieurs ruisseaux alimentant les bassins de la Figarella et du Fango. Le petit lac du Ceppu, situé à 420 m au nord-est du sommet, occupe un replat à 1 793 m d'altitude.